# اسرائیل باسکون
اسرائیل باسکون (انگلیسی: Israel Bascón؛ زادهٔ ۱۶ مارس ۱۹۸۷) بازیکن فوتبال اهل اسپانیا است.
از باشگاه‌هایی که در آن بازی کرده‌است می‌توان به باشگاه فوتبال رئال بتیس، باشگاه فوتبال آلباسته بالومپیه، باشگاه فوتبال ویرا، و باشگاه فوتبال خرز اشاره کرد.
وی همچنین در تیم‌های ملی فوتبال زیر ۱۶ سال اسپانیا و زیر ۱۷ سال اسپانیا بازی کرده‌است.